# F1手榴弾 (フランス)

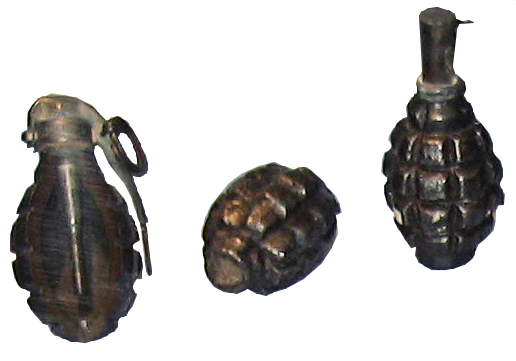
F1手榴弾

F1手榴弾（仏: Grenade F1）は、第一次世界大戦及び第二次世界大戦を通して、フランスで開発された手榴弾である。

## 概要
1915年に開発され、フランス陸軍の標準手榴弾として採用された。
初期モデルはシンプルな打撃式信管で、使用時はキャップを外し、硬いものに叩きつけて撃発・投擲する方式であった。1916年からはミルズ型手榴弾を参考とした改良が行われ、スプリングの力を用いたフライオフレバー（ネズミ捕り）式の撃発装置に安全ピン・安全レバーが採用されると共に、銃用雷管が使用されるようになった。このフライオフレバー式は後に改良された物も含めて広く普及し、現在でもアメリカ軍などの手榴弾の点火方法として使用されている。
F1手榴弾の完成後はアメリカ合衆国やフィンランドなどの国々に輸出され、特にアメリカではこのF1手榴弾を参考にマークI手榴弾及びマークII手榴弾を開発している。また、ロシアでは、1918年から1922年に起こったロシア内戦においてフランスから譲渡されたものが白軍によって使用され、ソビエト連邦では後に同名の手榴弾として国産も行っている。